# Lillträsket (Sorsele socken, Lappland, 725208-159341)
Lillträsket är en sjö i Sorsele kommun i Lappland och ingår i Umeälvens huvudavrinningsområde. Sjön har en area på 0,152 kvadratkilometer och ligger 315,3 meter över havet. Lillträsket ligger i Vindelälven Natura 2000-område.

## Delavrinningsområde
Lillträsket ingår i det delavrinningsområde (725218-159401) som SMHI kallar för Inloppet i Staggträsket. Medelhöjden är 319 meter över havet och ytan är 0,59 kvadratkilometer. Räknas de 5 avrinningsområdena uppströms in blir den ackumulerade arean 90,47 kvadratkilometer. Abmobäcken som avvattnar avrinningsområdet har biflödesordning 4, vilket innebär att vattnet flödar genom totalt 4 vattendrag innan det når havet efter 276 kilometer. Avrinningsområdet består mestadels av skog (74 procent). Avrinningsområdet har 0,15 kvadratkilometer vattenytor vilket ger det en sjöprocent på 25,9 procent.